# Bindu
 Der er for få eller ingen kildehenvisninger i denne artikel, hvilket er et problem. Du kan hjælpe ved at angive troværdige kilder til de påstande, som fremføres i artiklen.

Søren Kristian Larsen (født 29. december 1951 i København, død 19. maj 2019 smst), bedre kendt som Bindu, var en dansk musiker og komponist indenfor new age genren. 
Bindu var opvokset på Amager og boede i hippietiden blandt andet i kollektivet Fællesgården i Holmbladsgade, hvor han blandt andet spillede med den senere filmkomponist, Jacob Groth, i bandet Klosterband.
I slut-1970’erne rejste han til Poona i Indien, hvor han blev discipel af den nyreligiøse spirituelle mester, Bhagwan Shree Rajneesh, senere kendt som Osho. Her fik han navnet Swami Anand Bindu. Han var meget aktiv som musiker i den meget kreative ashram, som anses som en vugge for New Age-musik og hvor andre disciple blev stjerner, inklusive tyskerne Deuter (Chaitanya Hari), Anugama, Karunesh og Kamal og danske Pushkar. 
Bindu blev tillknyttet det danske musiklabel Fønix, hvor han brød igennem med albummet Zenrise. Han var i årenes løb specielt tilknyttet det jyske meditationscenter, OSHO RISK, og brugte sin tid mellem København, München og Poona. 
Han var meget svækket de sidste år, men vedblev med at udsende musik, der til sidst i høj grad blev en tilbagevenden til oprindelsen i rocken. 
Han blev bisat i København og hans aske er begravet i OSHO RISK. Han efterlod sig en datter. 

## Diskografi
- Zenrise (1989)
- Time for living (1990)
- Songs for the beyond (1993)
- Way to heaven (1994)
- Light at heart (1995)
- All is one (1995)
- A touch of Scandinavia (1996)
- The healing circle (1988)
- The rhythm of love (2004)
- White man's burden (feauturing Nanna Lüders) (2006)
- Esotrucker (feauturing Nanna Lüders) (2012)
- All is still one (2016)

Han har desuden adskillige bidrag på det skandinaviske pladeselskab Fønix Music's afslapnings- og meditations-cd'er.